# Puente Huey P. Long - O.K. Allen
El puente Huey P. Long - O.K. Allen (en inglés: Huey P. Long - O.K. Allen Bridge) es un puente metálico en celosía de tipo ménsula que cruza el río Misisipi y soporta la carretera US 190 (Airline Highway) y una línea ferroviaria entre las parroquias de Luisiana de East Baton Rouge  y  West Baton Rouge.

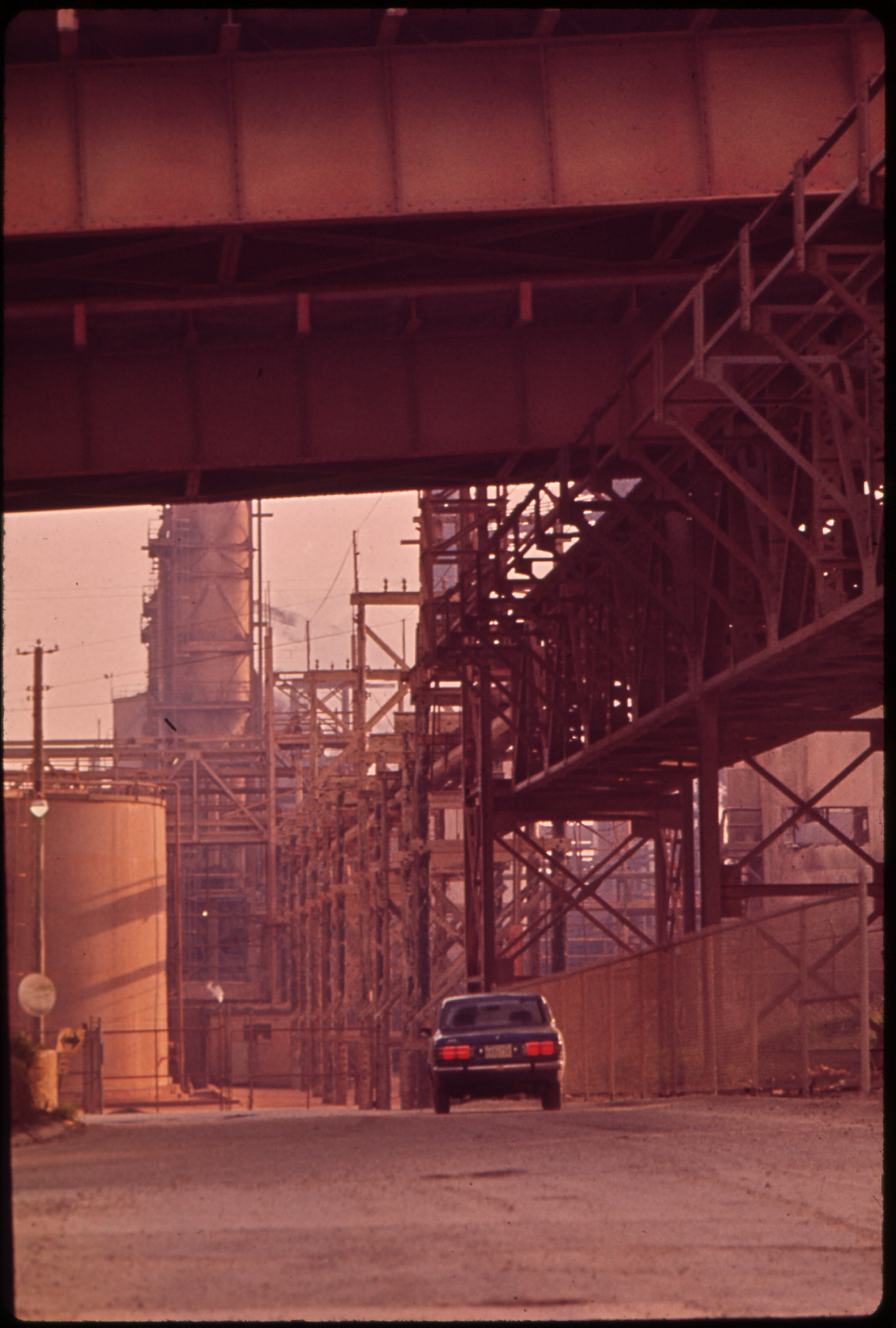
La entrada de la planta Kaiser Aluminum bajo el puente en 1972

Aunque el puente lleva el nombre de dos antiguos gobernadores de Luisiana, Huey P. Long y Oscar K. Allen, se lo conoce localmente en el área de Baton Rouge como el «puente viejo» (the old bridge). Es similar en diseño al puente Huey P. Long en la parroquia de Jefferson, Luisiana. Sus carriles son muy estrechos y, con inclemencias del tiempo, tiende a congelarse. Según los informes, solo una persona salió despedida del puente. En 1945, un conductor de un camión de carga se dirigió hacia el este por los costados. El conductor cayó por el parabrisas y fue aplastado en un muelle cuando aterrizó frente a su camión en el mismo lugar. Las cicatrices del accidente aún se pueden ver en el muelle a la derecha, cuando se acerca al extremo este del tramo oriental.
El puente en sí está actualmente en mal estado; las cimentaciones de la viga en ambos tramos de aproximación del ferrocarril comienzan a mostrar grietas finas, pero los ingenieros han asegurado a la ciudad que el puente no está en peligro inminente. El puente ha sido repintado varias veces desde su construcción, incluido a mediados de la década de 1960, cuando fue repintado de color naranja. El puente estaba pintado originalmente de azul, pero el polvo de la cercana planta Kaiser Aluminium, en la orilla sureste del río, ocasionaba en el revestimiento del puente deposiciones de óxido de aluminio (bauxita). Finalmente, el estado dejó de tratar de mantener el puente azul, y se decidió por el color naranja del polvo.
El puente se planeó una vez como parte de la Interestatal 410.  El puente aparece en una escena en la película de Richard Pryor  de 1982,The Toy.